# Incidente ferroviario di Viareggio
L'incidente ferroviario di Viareggio, definito anche strage di Viareggio, è stato un grave sinistro ferroviario avvenuto alle ore 23:49 del 29 giugno 2009 presso la stazione della città di Viareggio in provincia di Lucca.
Il disastro ebbe origine dallo svio di un treno merci composto da vagoni cisterna contenenti GPL, la cui fuoriuscita innescò un'esplosione e un successivo incendio che interessò l'area della stazione di Viareggio qualche centinaio di metri a sud del fabbricato viaggiatori e quelle abitate circostanti, causando in totale 32 morti e un centinaio di feriti.

## Cronologia dell'avvenimento

### Origine e instradamento del convoglio interessato

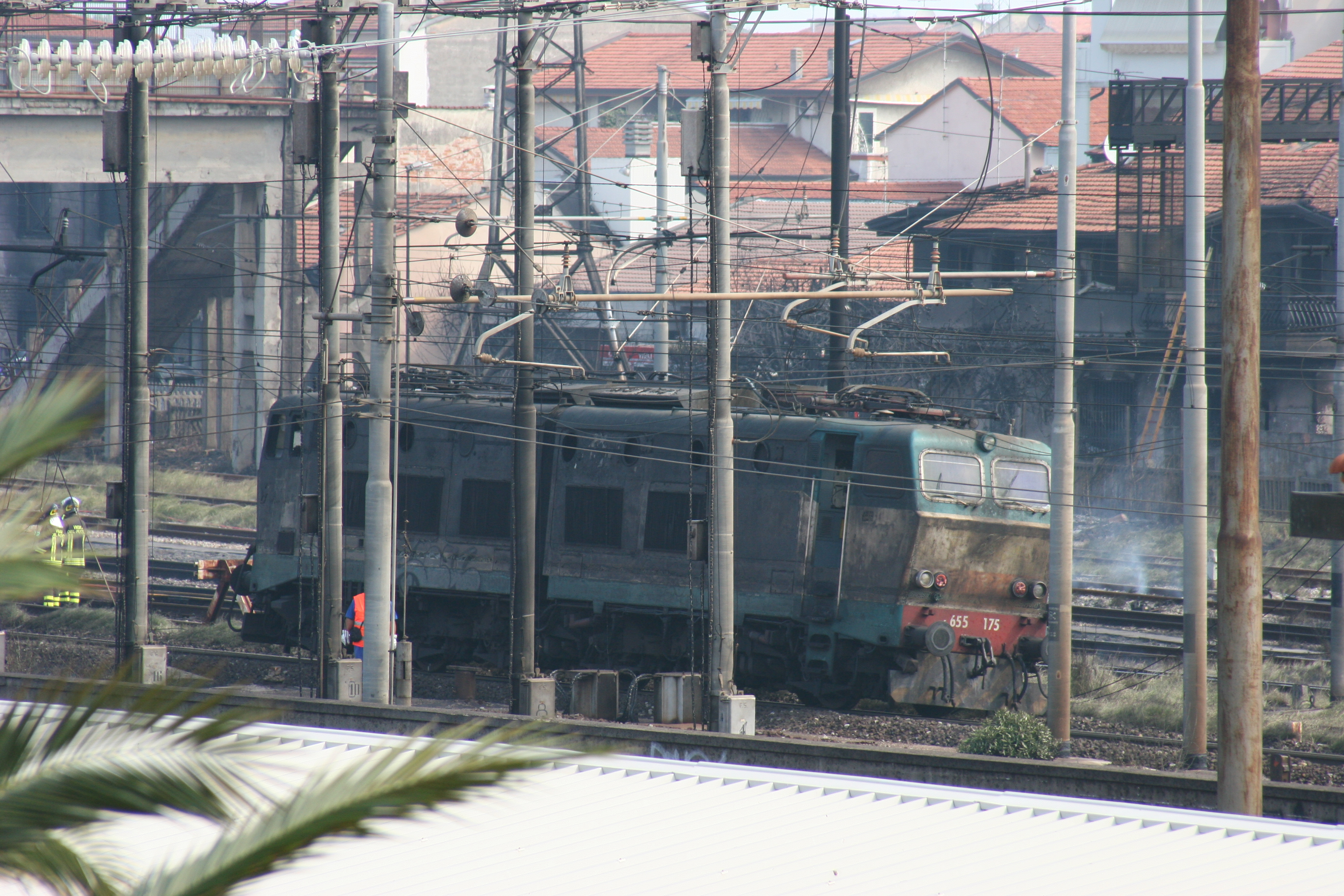
La locomotiva E.655.175 coinvolta, all'indomani dell'incidente

Il treno merci in questione era movimentato dal locomotore E.655.175, di proprietà di Trenitalia Cargo, oggi Mercitalia Rail, che trainava 14 carri cisterna, il primo dei quali, immatricolato presso la compagnia ferroviaria polacca PKP, era stato costruito nel 2004 e sottoposto all'ultima revisione il 2 marzo 2009 dalla società Cima Riparazioni di Bozzolo (MN); gli altri 13 erano invece immatricolati in Germania presso le Deutsche Bahn. I carri cisterna erano di proprietà della multinazionale statunitense GATX, che tramite la controllata KVG (società di diritto austriaco di proprietà di GATX Rail) le aveva date in locazione a FS Logistica (divisione delle Ferrovie dello Stato Italiane dedicata ai servizi merci) per esercire servizi per conto dell'azienda di trasformazione petrolifera SARPOM.
Alle ore 15:19 CEST del giorno di lunedì 29 giugno 2009 i suddetti carri vennero caricati di gas di petrolio liquefatti (GPL) da consegnare alla società Aversana Petroli ed instradati lungo il binario del raccordo interno che collega la raffineria SARPOM a San Martino di Trecate (NO) alla rete ferroviaria nazionale da FS Logistica, a cui erano affidate le operazioni di verifica della sicurezza dei 14 carri; giunti alla stazione di Novara, i carri furono agganciati al mezzo di trazione e alle 16:36 CEST il convoglio, numerato 50326, partì, con oltre un'ora di ritardo sull'orario previsto, alla volta della stazione di Gricignano-Teverola, in provincia di Caserta.
Giunto nello scalo merci di Novara Boschetto, il treno effettuò l'inversione di marcia con rotazione del mezzo di trazione; dopo le verifiche di rito, il convoglio fu rinumerato 50325 e alle ore 18:09 CEST ripartì verso sud, percorrendo le tratte interessate delle ferrovie Milano-Torino, Torino-Genova e Genova-Pisa e sostando per il cambio del personale di condotta nelle stazioni di Alessandria, Genova Brignole e La Spezia Migliarina.

### Il disastro

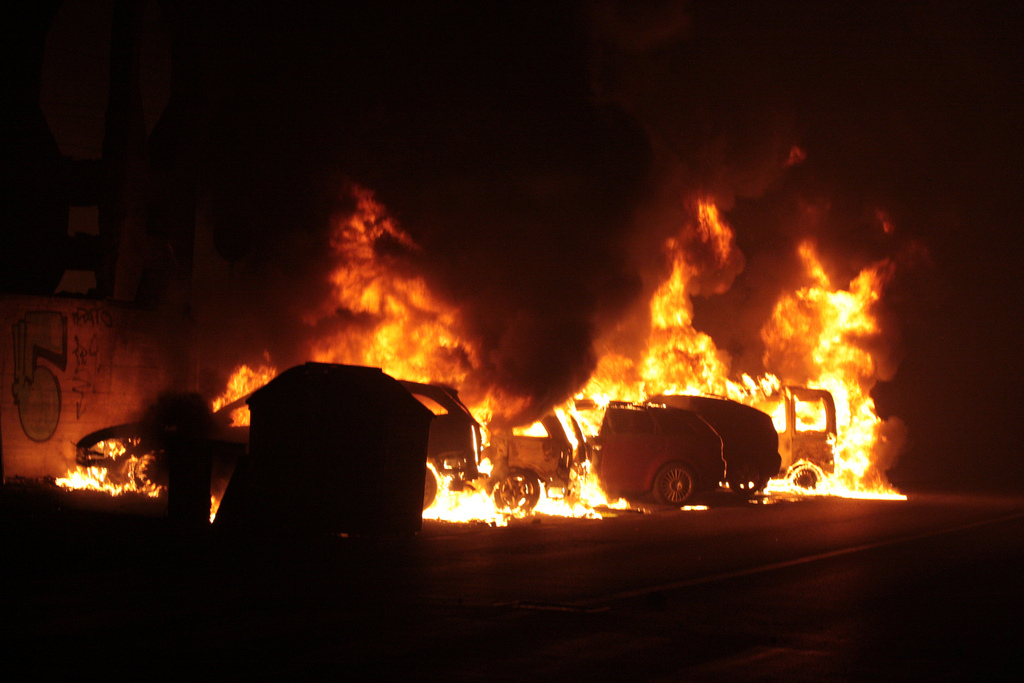
Alcune auto in fiamme nei pressi della ferrovia

Alle 23:45 CEST il regolatore della circolazione autorizzò il transito del convoglio attraverso la stazione di Viareggio. Tre minuti dopo, a causa del cedimento di un asse di un carrello, il primo carro cisterna uscì dai binari e trascinò con sé altri quattro carri. La cisterna del primo carro, impattando contro un elemento dell'infrastruttura ferroviaria, si forò in un punto, causando una fuoriuscita del GPL, che essendo più denso dell'aria si accumulò in prossimità del suolo. Una scintilla provocò l'innesco del gas, dando luogo ad una rovinosa esplosione, che investì violentemente la zona circostante, sprigionando un gigantesco incendio e causando in pochi istanti danni gravissimi: 11 persone persero la vita in pochi minuti, investite dalle fiamme o travolte dal crollo degli edifici, altre due persone morirono stroncate da infarto e decine rimasero ferite; tra di esse, molte riportarono gravissime ustioni e per la maggior parte morirono a distanza di diverse settimane dall'evento. I due macchinisti rimasero illesi in quanto, dopo aver dato la frenatura rapida al convoglio, si misero in salvo saltando da un muro adiacente alle rotaie, per poi trovare rifugio nella sede della Croce Verde locale.
Il deragliamento si era verificato in corrispondenza della passerella pedonale che scavalcava il fascio di binari a sud della stazione ferroviaria, collegando via Burlamacchi con via Ponchielli. La fiammata parve essersi propagata in direzione di quest'ultima strada, nella cui area si registrò infatti il maggior numero di vittime, di feriti e di edifici crollati o danneggiati. Alcune abitazioni furono poi abbattute su ordinanza delle autorità comunali perché non più agibili o perché i costi di riparazione erano superiori a una ricostruzione ex novo. Nei giorni successivi fu abbattuto anche il sovrappasso, danneggiato irreparabilmente a causa dello stress termico.
In totale si contarono 32 morti e 25 feriti. I funerali di Stato, ai quali parteciparono almeno 30 000 persone, si tennero il 7 luglio allo stadio comunale Torquato Bresciani per 15 vittime. Altri 7 ebbero le esequie con rito islamico in Marocco.

### L'allarme
Subito dopo lo svio, uno dei macchinisti del treno telefonò al dirigente movimento della stazione per avvertirlo di ciò che stava accadendo; si riporta di seguito la trascrizione della conversazione.
- AdC: Pronto?
- DM: Pronto!
- AdC: Sono il macchinista del treno a Viareggio, abbiamo deragliato, noi siamo scopp... siamo scappati ma è scoppiato tutto, portavamo gas liquefatto infiammabile.
- DM: Eh?
- AdC: Pronto!
- AdC: Blocca i treni più lontano che puoi da Viareggio.[a 1]
- DM: (Io ho il macchinista al telefono, ha detto che il treno è deragliato, loro sono scappati, lì è scoppiato tutto).[a 2]
- AdC: Ferma i treni più lontano che puoi da Viareggio, è scoppiato tutto qua.[a 3]
- DM: È scoppiato... (Ao', teniamo i treni lontano da Viareggio)[a 4]
- AdC: C'è la stazione in fiamme!
- DM: Ascoltami, da Massa Centro non arriva più niente, te stai tranquillo da Massa Centro.
- AdC: C'è la stazione completamente in fiamme, avverti chi puoi, avverti la protezione civile...
- DM: Bene, stiamo già chiamando tutti.[a 1]
- AdC: ...sono scoppiati tutti i carri.
- DM: Noi stiamo già chiamando tutto, stiamo già chiamando tutti i treni e da Massa Centro non vengono già più e da Pisa, va bene?
- AdC: Guarda, io appena mi sono accorto di aver deragliato in stazione, andavo a 90 all'ora, ho inchiodato e sono sceso al volo, (...)[a 5] sennò eravamo morti eravamo.
- DM: Ma ascoltami, quanti carri sei riuscito a capire, no eh?
- AdC: Eh, io c'ho la scheda, mi son portato via la scheda, sono: uno, due, tre, quattro, cinque, sei, sette, otto, nove, dieci, undici, dodici, tred..., quattordici carri.
- DM: È un, è un treno omogeneo tutte cisterne?
- AdC: Tutte cisterne con gas liquefatto infiammabile e sta bruciando, e ha fatto anche, guarda ha fatto anche dei danni, sono esplosi i carri.
- DM: Va bene, va bene, va bene. [incomprensibile][a 6]
- AdC: C'è la stazione in fiamme, guarda segnati questo numero ora mi associo col treno qua a questo numero. (Funzione GSM-R che consente di chiamare rapidamente la figura professionale legata al treno)
- DM: [incomprensibile][a 7] Hai bisogno anche di qualche autoambulanza oltre carabinieri e 113?
- AdC: Guarda noi siamo, noi siamo qua al 118 di Viareggio.
- DM: Eh!
- AdC: Personalmente no, ma in stazione penso che sian morti tutti guarda.
- DM: Va bene, ok ciao, ciao.
- AdC: Va bene.

1. 1 2  Si sovrappone alla frase successiva.
2. ↑  Si rivolge a una terza persona e si sovrappone alla frase precedente.
3. ↑  Si accorge di essersi sovrapposto e ripete la frase.
4. ↑  Si rivolge a una terza persona.
5. ↑  Un'altra persona parla con il macchinista, probabilmente il secondo agente, la frase è però incomprensibile.
6. ↑  Parla con un certo Lorenzo e si sovrappone alla frase seguente.
7. ↑  Persone in lontananza che parlano con il DM.

## Indagini
In attesa delle conclusioni ufficiali delle commissioni di inchiesta, la probabile causa dell'incidente è attribuibile al cedimento strutturale di un asse del carrello del primo carro-cisterna deragliato. La prima foto pubblicata sembra confermare che l'incidente sia stato provocato dalla rottura dell'asse per fatica (cricca della boccola), dato che la sezione fratturata mostra la classica superficie "marezzata" per il 90% della sua superficie. Questa modalità di rottura è tipica degli assili ferroviari, ma non è immediata, anzi si innesca e poi si propaga nel lungo periodo: per prevenirla sono previste stringenti procedure cicliche di controllo che consentono di individuare la cricca prima che si espanda al punto da diventare pericolosa. Nel caso specificato, la rottura potrebbe essere indice di un mancato rispetto delle procedure di controllo.

## Vittime
| Nazionalità | Morti |
| ----------- | ----- |
| Italia      | 22    |
| Marocco     | 7     |
| Ecuador     | 2     |
| Romania     | 1     |
| Totale      | 32    |

Tra parentesi l'età:
- Aziza Aboutalib (46)
- Hamza Ayad (17)
- Iman Ayad (3)
- Mohammed Ayad (51)
- Federico Battistini (32)
- Nadia Bernacchi (59)
- Claudio Bonuccelli (60)
- Abdellatif Boumalhaf (34)
- Nouredine Boumalhaf (29)
- Roberta Calzoni (54)
- Rosario Campo (42)
- Maria Luisa Carmazzi (49)
- Magdalena Cruz Ruiz Oliva (40)
- Andrea Falorni (50)
- Alessandro Farnocchia (45)
- Antonio Farnocchia (51)
- Marina Galano (45)
- Ana Habic (42)
- Elena Iacopini (32)
- Mauro Iacopini (60)
- Stefania Maccioni (40)
- Ilaria Mazzoni (36)
- Michela Mazzoni (33)
- Emanuela Menichetti (21)
- Emanuela Milazzo (63)
- Angela Monelli (69)[21]
- Rachid Moussafar (25)
- Sara Orsi (24)
- Lorenzo Piagentini (2)
- Luca Piagentini (5)
- Mario Pucci (90)
- Elisabeth Silva (36)

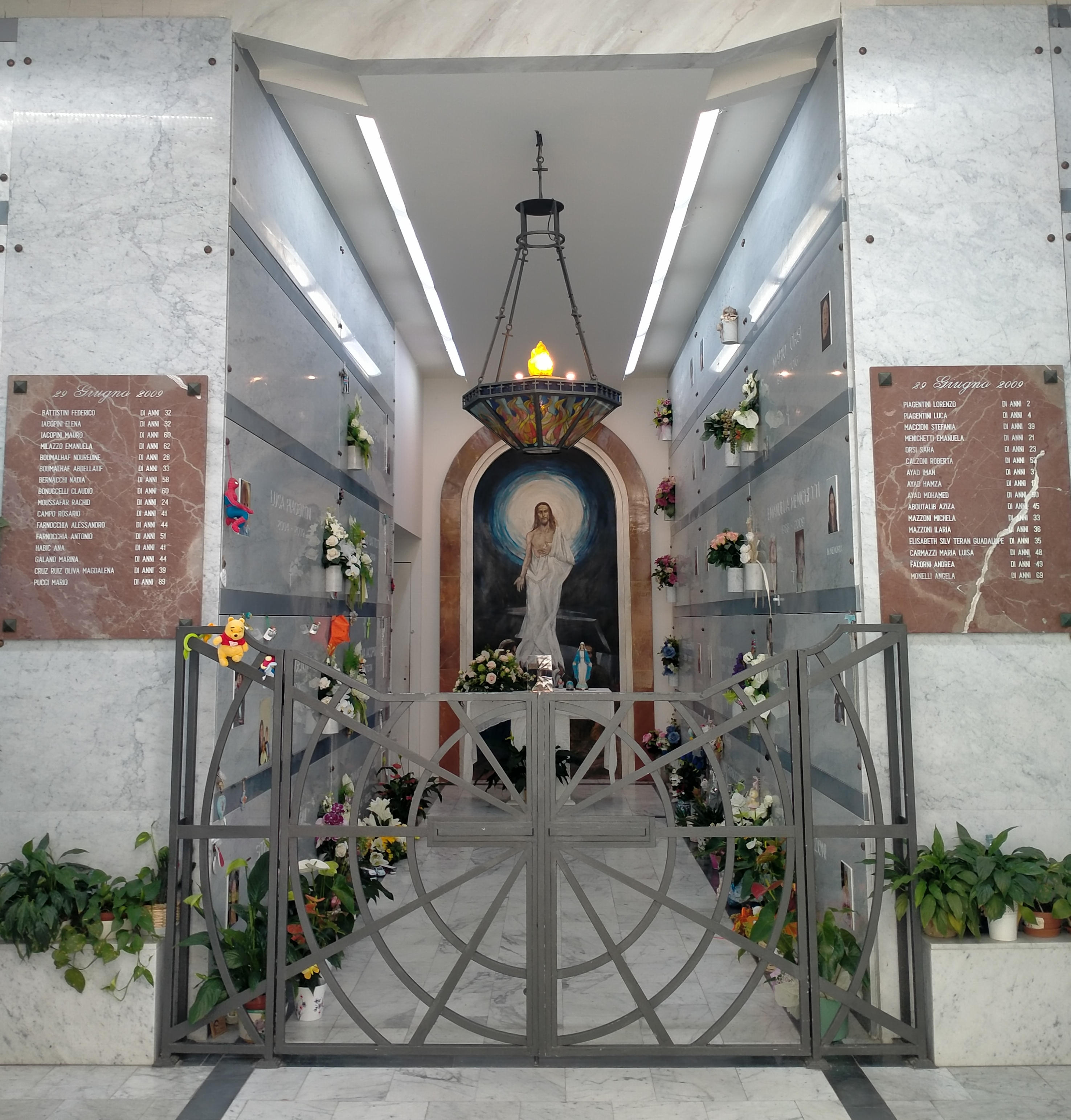
Cappella funebre delle vittime del 29 giugno al Cimitero della Misericordia di Viareggio

Nell'incidente hanno perso la vita 32 persone. Undici sono decedute nell'esplosione e nel seguente incendio e altre venti per le ustioni, nei mesi successivi. All'elenco dei decessi a causa dell'incidente si è aggiunto quello di un'anziana colpita da infarto, presumibilmente a causa dello shock dovuto allo scoppio o alla vista della scena del disastro. Anche un uomo, inoltre, morì di infarto a causa dello shock, ma non venne inserito nella lista.

## Il processo

### L'inchiesta
L'inchiesta giudiziaria sul disastro si è protratta a lungo ed è stata accompagnata da molte manifestazioni di protesta.
Nel novembre 2009, la società GATX, di concerto con le Ferrovie dello Stato annunciò la volontà di erogare una consistente somma di risarcimento per i danni dell'incidente al fondo costituito presso la Misericordia di Viareggio, procedendo poi a un successivo risarcimento ai familiari delle vittime concordato pariteticamente con le FS. Solo un mese più tardi, tuttavia, la società GATX negò il risarcimento richiesto da quaranta parti lese. A questa situazione fecero seguito le dichiarazioni espresse da Mauro Moretti in occasione di un'audizione al Senato, nel febbraio 2010.
Il 29 marzo 2010, nove mesi dopo l'incidente, un comitato di familiari, amici e concittadini delle vittime si recò presso la procura di Lucca al fine di sollecitare le istituzioni giudiziarie a fare luce sulle responsabilità dell'incidente. Il 21 aprile 2010 la Procura di Lucca rese noto che vi erano sette indagati, senza rivelare tuttavia i nomi dei presunti responsabili. Il 21 giugno 2010 la Procura comunicò che l'inchiesta aveva portato all'iscrizione di 18 persone nel registro degli indagati, sottolineando che "L'individuazione dei soggetti da sottoporre a indagine non può ritenersi allo stato conclusa" e che "il numero degli indagati potrebbe crescere in rapporto ai vari profili di colpa identificati". I quotidiani, Corriere della Sera e Il Tirreno, resero noti i nomi dei tedeschi, Joachim Lehamann, Andreas Schroter e Uwe Kriebal, dell'officina Jungenthal di Hannover (dove fu controllato l'assile che rompendosi causò il deragliamento) e del mantovano Paolo Pizzadini della Cima riparazioni di Bozzolo (MN).
Venne invece mantenuto il riserbo degli inquirenti sui nomi degli altri indagati. Lo stesso giorno l'amministratore delegato di Ferrovie dello Stato Mauro Moretti dichiarò: "Non escludo che io stesso sia coinvolto. Ogni qualvolta nella storia ci sono state cose di questo genere tutti quanti sono stati compresi negli avvisi di garanzia".
Il 16 dicembre 2010 la procura di Lucca emise 38 avvisi di garanzia, in base ai quali risultò indagato anche l'Ad FS Mauro Moretti..
Il 7 marzo 2011, a Lucca, si svolse la prima udienza dell'incidente probatorio che doveva ricostruire la dinamica del disastro ferroviario e cercare di fare chiarezza sulle cause attraverso varie prove tecniche. Alla prima udienza dell'incidente probatorio, presieduto dal giudice per le indagini preliminari Simone Silvestri, parteciparono circa 200 persone tra avvocati e parti lese, mentre non era presente nessuno dei 38 indagati. L'incidente probatorio si concluse all'udienza del 4 novembre 2011, con la perizia disposta dal giudice per le indagini preliminari che individuò la causa dell'incidente nel cedimento "a fatica" dell'assile del primo carrello del primo carro cisterna. La perizia accertò inoltre che la "cricca", la cui propagazione aveva determinato la frattura dell'assile, era già presente quando il pezzo di ricambio fu spedito dall'officina tedesca Jugenthal di Hannover all'officina italiana Cima Riparazioni di Bozzolo, che provvide alla sua installazione sul carro, circa tre mesi prima dell'incidente. Infine individuò che lo squarcio della cisterna fu provocato dall'impatto contro un elemento fisso dell'infrastruttura (la punta di una controrotaia del deviatoio "piegata a zampa di lepre").
Il 22 luglio 2013 la Commissione Ministeriale di Indagine del Ministero delle Infrastrutture e dei Trasporti pubblicò una relazione che ribaltava completamente la tesi sostenuta dagli ingegneri di Ferrovie dello Stato e dei periti del GIP secondo cui la causa dello squarcio e quindi della fuoriuscita di GPL e dell'esplosione, era da addebitarsi all'impatto contro la cosiddetta "zampa di lepre". Nel rapporto della Commissione Ministeriale la causa dello squarcio era da attribuirsi invece all'urto contro un picchetto di regolazione curve. Il documento pubblicato sul sito del Ministero dei Trasporti include un filmato animato 3D in cui vengono valutate numerose ipotesi di dinamica dell'incidente. Nel filmato vengono evidenziati i punti fondamentali dati per certi da tutti i periti incaricati della ricostruzione degli eventi e utilizzati per sostenere l'attendibilità o la non attendibilità delle varie ipotesi dinamiche prese in considerazione. Per la Commissione Ministeriale, verificata la compatibilità geometrica e l'attendibilità di tutti i punti in questione, la causa più probabile era che il carro cisterna si fosse squarciato in seguito all'impatto con il picchetto nº 24 posto in uscita dalla stazione di Viareggio.
Il 18 luglio 2013 il GUP di Lucca Alessandro Dal Torrione decise per il rinvio a giudizio di 33 imputati, tra cui i vertici delle Ferrovie dello Stato e fissò al 13 novembre 2013 la data di inizio della prima udienza del processo per la strage.
Nonostante la richiesta dei familiari delle vittime e dal sindaco di Viareggio Leonardo Betti, lo Stato decise di non costituirsi parte civile al processo. L'allora primo ministro Enrico Letta spiegò con una lettera al quotidiano il Tirreno i motivi di questa scelta.

### Il processo di primo e di secondo grado
Il 31 gennaio 2017 il tribunale collegiale di Lucca (presidente Gerardo Boragine, a latere Nidia Genovese e Valeria Marino) emise la sentenza di primo grado condannando a 7 anni e 6 mesi di carcere Michele Mario Elia (nel 2009 amministratore delegato di Rete Ferroviaria Italiana), a 7 anni di carcere Mauro Moretti (in qualità di amministratore delegato di Rete Ferroviaria Italiana dal 2001 al 2006) e a 7 anni e 6 mesi Vincenzo Soprano (ex amministratore delegato di Trenitalia). Tutti e 33 gli imputati erano accusati, a vario titolo, di disastro ferroviario, incendio colposo, omicidio colposo plurimo, lesioni personali. I giudici disposero invece l'assoluzione di Moretti in qualità di amministratore delegato di FS Italiane, oltre che l'assoluzione dell'amministratore delegato e del Presidente pro tempore di FS Logistica e di altri cinque funzionari di RFI. La sentenza ribaltò in parte le richieste di condanna dei Pm, il cui impianto accusatorio attribuiva le principali responsabilità ai vertici delle ferrovie, per cui era stato chiesto fino al massimo della pena per i reati contestati (16 anni). La corte lucchese ritenne di comminare le pene più elevate ai responsabili di Gatx Rail e a quelli dell'officina Jungenthal responsabili dei problemi di meccanica alla base dell'incidente..
La sentenza di primo grado fu in parte confermata dalla Corte di Appello di Firenze il 20 giugno 2019, sebbene la procura generale avesse chiesto la condanna di Mauro Moretti a 15 anni e 6 mesi di reclusione. Moretti aveva rinunciato alla prescrizione scattata nel 2018 per i delitti di incendio colposo e lesioni personali colpose. Venne inoltre disposta l’assoluzione di ulteriori posizioni riferibili alla Società RFI e confermate le assoluzioni delle società Ferrovie dello Stato e FS Logistica per responsabilità amministrativa degli enti (ex D.Lgs. 231/2001). Nel 2020 tutti i soggetti condannati hanno presentato ricorso in Cassazione contro la sentenza di appello.
I profili di responsabilità contestati ai vertici societari sono così riassumibili.
- Officine Jungenthal: omesso esercizio di poteri di gestione e controllo; omessa predisposizione dei piani di prova (ossia dei disegni tecnici dell'assile che definiscono la tipologia del pezzo da esaminare); inadeguatezza delle modalità di esecuzione del controllo ultrasonoro; utilizzo di un apparecchio con certificato di taratura scaduto; mancata autorizzazione alla revisione in IS2 di sale montate e carri merci.
- GATX (Austria, Germania): omessa adozione di un adeguato sistema di controlli volto a verificare la regolarità delle operazioni eseguite presso l'officina incaricata della manutenzione dei propri carri (nonostante una normativa precauzionale interna della stessa GATX Austria); omessa adozione di un adeguato sistema di tracciabilità della documentazione tecnica per i carri e per gli assili (il carro era stato immatricolato come nuovo, ma la sottostruttura era stata realizzata attraverso l'assemblaggio di strutture risalenti agli anni settanta e di cui non vi era alcuna documentazione che ne attestasse la tracciabilità fino al 2002); omessa adozione di misure cautelative a seguito dell'ordinanza dell'autorità di vigilanza ferroviaria tedesca (EBA) del 10 luglio 2007; omessa emanazione delle istruzioni tecniche "TFA" (Technische Fach Anweisung).
- Cima Riparazioni: omesso controllo visivo (evidenti anomalie sulla superficie del collarino) e omesso controllo documentale sulla tracciabilità delle componenti (per tale società, tuttavia, verrà esclusa la responsabilità amministrativa dipendente da reato).
- Altri profili di responsabilità sono stati contestati per i vertici delle società, tutte appartenenti al gruppo Ferrovie dello Stato Italiane, Trenitalia (l'AD Vincenzo Soprano) e Rete Ferroviaria Italiana (l'AD Michele Mario Elia e l'ex AD Mauro Moretti), nonché a FS Logistica (la cui responsabilità amministrativa verrà esclusa in giudizio).

### La sentenza della Cassazione

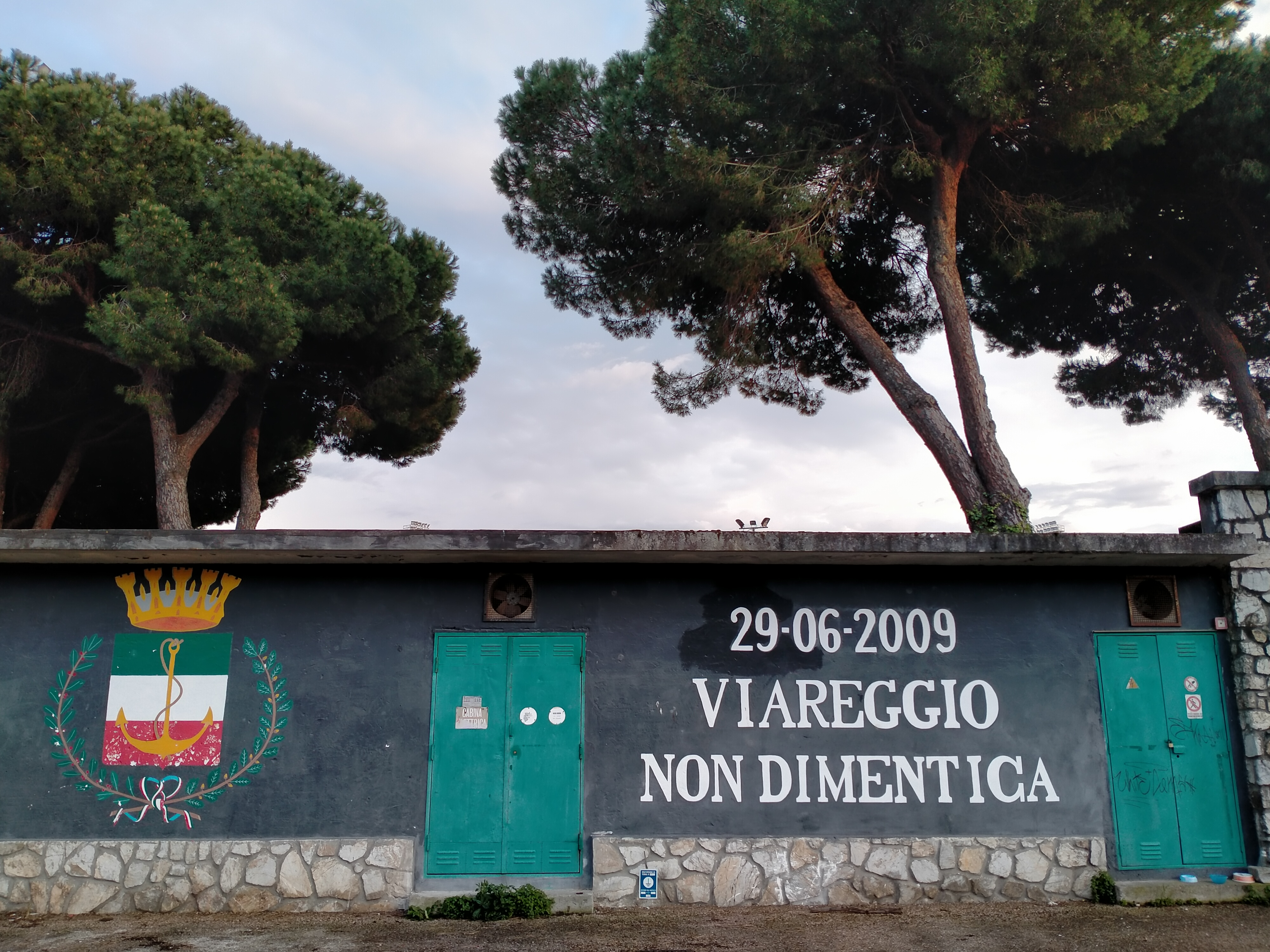
Murale sulla Strage di Viareggio presso lo Stadio dei Pini di Viareggio

Nel gennaio 2021 la Corte di cassazione (con dispositivo dell'8 gennaio) ha:
- limitatamente al delitto di disastro ferroviario colposo (art. 449 c.p.):
  - dichiarato irrevocabile l'affermazione di responsabilità di taluni imputati[53], disponendo un nuovo giudizio ai soli fini della rideterminazione del trattamento sanzionatorio;
  - disposto un nuovo giudizio per altri imputati[54];
- limitatamente al delitto di omicidio colposo (art. 589 c.p.), annullato la sentenza di condanna emessa dalla Corte d'appello, dichiarando l'estinzione del reato per intervenuta prescrizione in forza della ritenuta inapplicabilità, nel caso di specie, della circostanza aggravante consistente nell'«aver commesso il fatto con violazione delle norme per la prevenzione degli infortuni sul lavoro» (comma 2), salvo che per Moretti, per il quale, eliminata tale aggravante, ha disposto un nuovo giudizio[55];
- disposto un nuovo giudizio per un imputato[56];
- con riferimento alle statuizioni in favore di talune parti civili (associazioni sindacali e Responsabili dei Lavoratori per la Sicurezza), annullato senza rinvio la sentenza della Corte d'appello[57].
- inoltre, con l'esclusione dell'aggravante della violazione delle norme per la prevenzione degli infortuni sul lavoro, tutte le società condannate in appello (incluse RFI, Trenitalia e Mercitalia Rail) sono state definitivamente assolte dalla responsabilità amministrativa degli enti perché "il fatto non sussiste".[55]

### Sentenza della Corte d'appello di Firenze
Il 25 maggio 2025 la Corte d'appello di Firenze ha confermato le condanne a tutti i 12 imputati della sciagura.

## Demolizioni e lavori

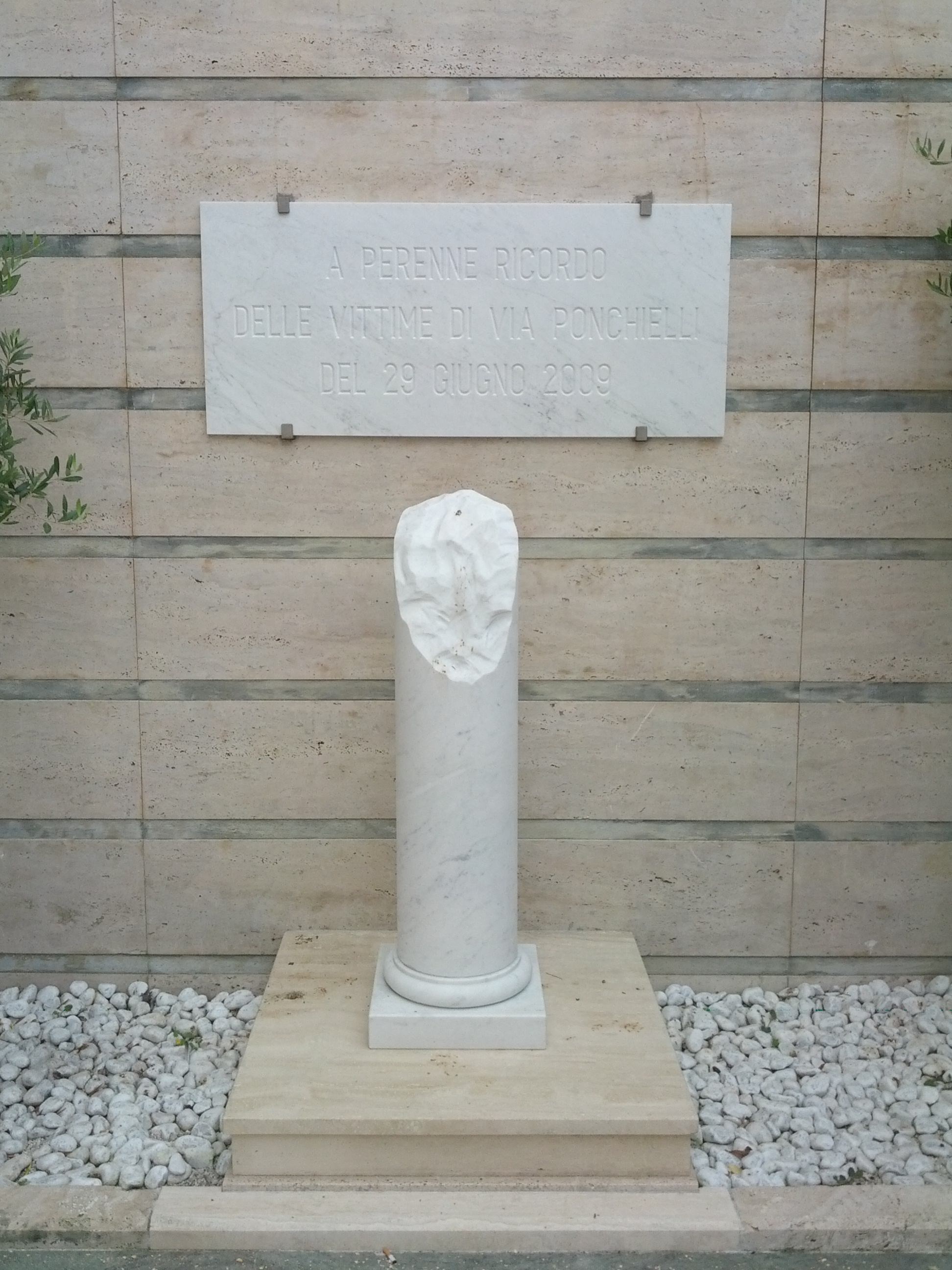
Monumento alle vittime dell'incidente nel cimitero comunale di Viareggio

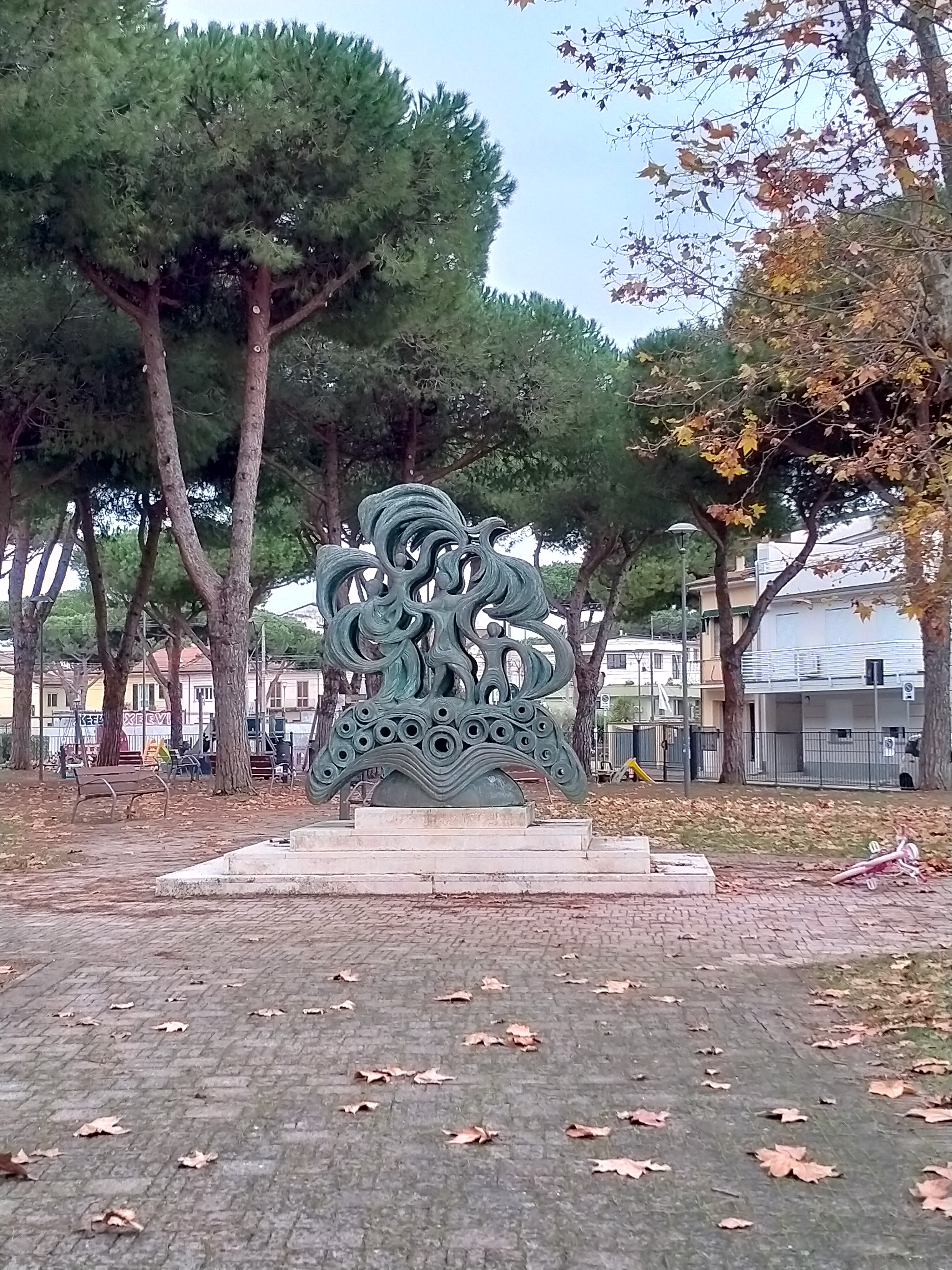
Memoriale delle Vittime del 29 giugno nei pressi di via Ponchielli

Il 13 luglio 2009 è stata demolita la passerella pedonale interessata dal rogo, poiché giudicata irreparabilmente danneggiata e pericolante.
È stato eretto un monumento "Memoriale delle Vittime del 29 giugno" presso il Parco degli Angeli di Viareggio. Una colonna spezzata ricorda nel cimitero le vittime della strage.

## Commemorazioni
Il 29 luglio 2009, ad un mese dalla strage, si tenne la prima commemorazione, con una marcia silenziosa di circa 15 000 persone. Da allora ogni anno si svolge una manifestazione in ricordo delle vittime del 29 giugno.
Il 14 luglio 2009 si disputò una partita in memoria della strage allo Stadio dei Pini di Viareggio, il cui ricavato venne devoluto al Comune di Viareggio.
Il 19 agosto 2009, si è svolto presso lo Stadio dei Pini il Concerto per Viareggio, evento benefico ideato da Mimmo D'Alessandro e Zucchero Fornaciari.
Il 28 giugno 2010 è stato distribuito da Il Tirreno un CD con un brano dal titolo 29062009 (io ci sarò), prodotto da Gianni Bini e cantato da Francesco Gabbani con la partecipazione straordinaria di Paolo Vallesi.
Il 29 giugno 2010, primo anniversario dell'incidente ferroviario, è stata indetta una commemorazione aperta con l'inaugurazione di una targa accanto alla Croce Verde, uno dei luoghi simbolo della strage. Successivamente i partecipanti si sono spostati allo Stadio dei Pini per partecipare ad un momento di riflessione e preghiera e dare inizio ad un lungo corteo (guidato dai familiari delle vittime) per le vie della città. Quasi ventimila persone, con fiaccole e messaggi di solidarietà, hanno sfilato lungo il percorso di cinque chilometri, attraversando il lungomare, la stazione e la Croce Verde, fino ad arrivare in via Ponchielli. Qui, alle 23:48, tutte le sirene dei mezzi di soccorso hanno suonato contemporaneamente per un minuto, riportando gli animi dei viareggini a quei terribili momenti; in seguito 32 rintocchi di campana hanno salutato le 32 vittime della strage. Tutti i treni in transito sulla ferrovia adiacente hanno partecipato al lutto e al ricordo fischiando per 3 volte.

## Galleria d'immagini

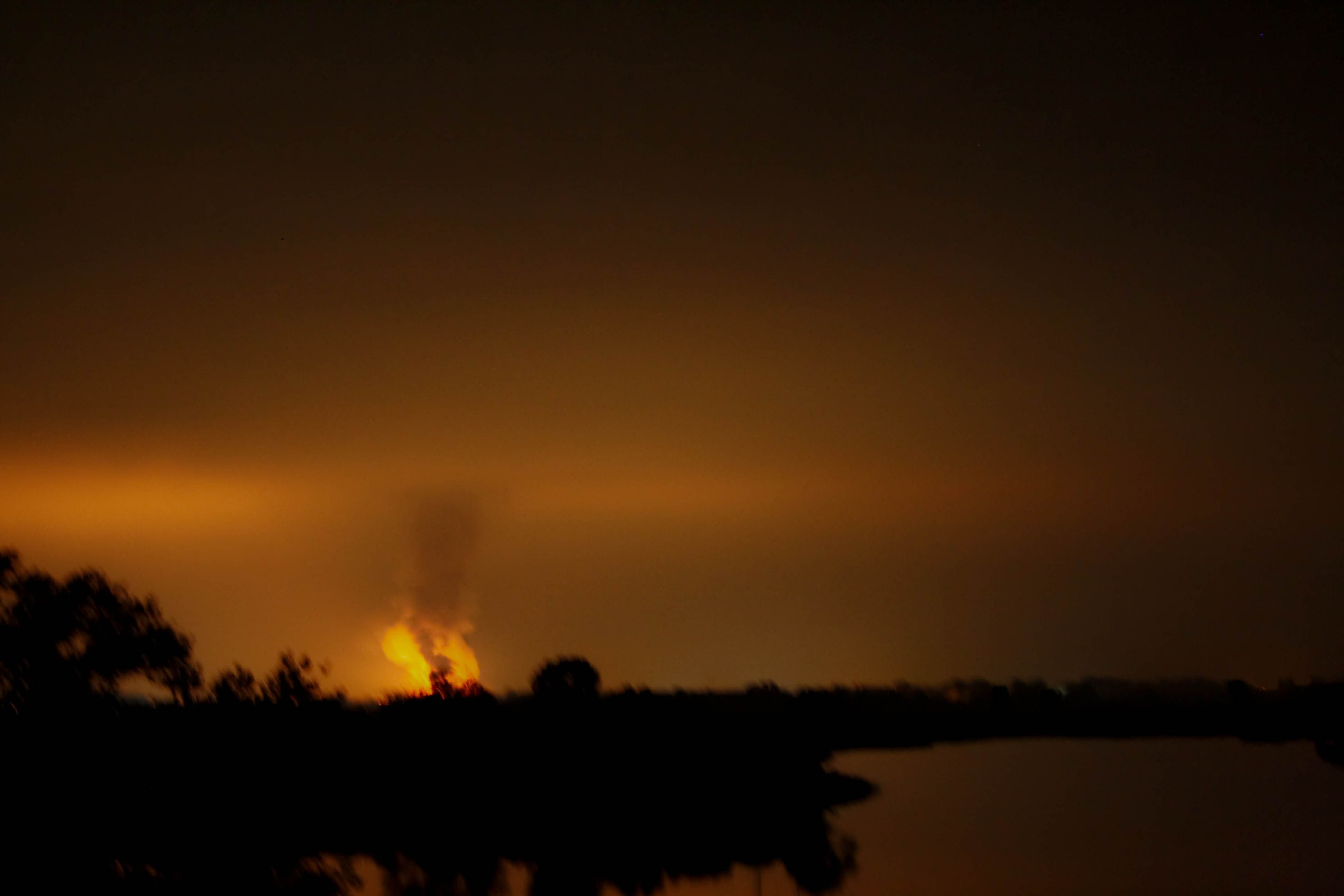
Una delle prime immagini dell'esplosione ripresa a distanza
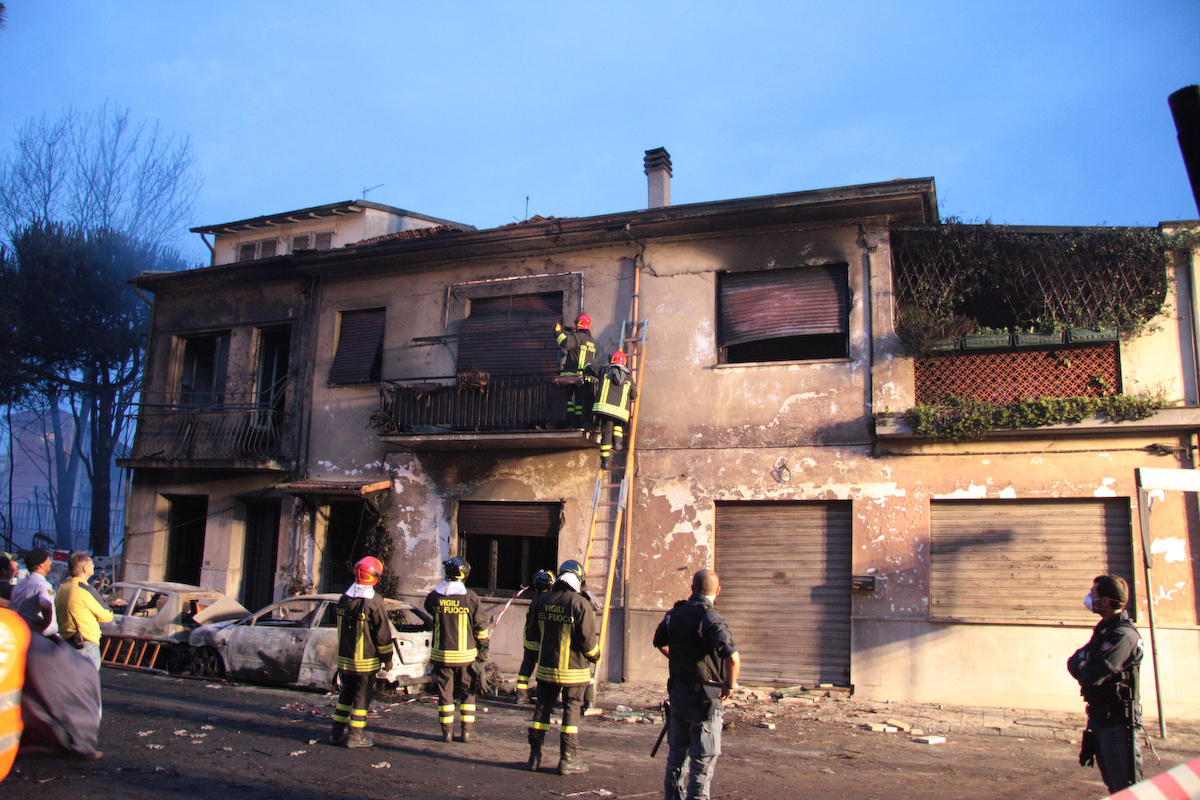
Vigili del fuoco in azione nei pressi di uno degli stabili danneggiati
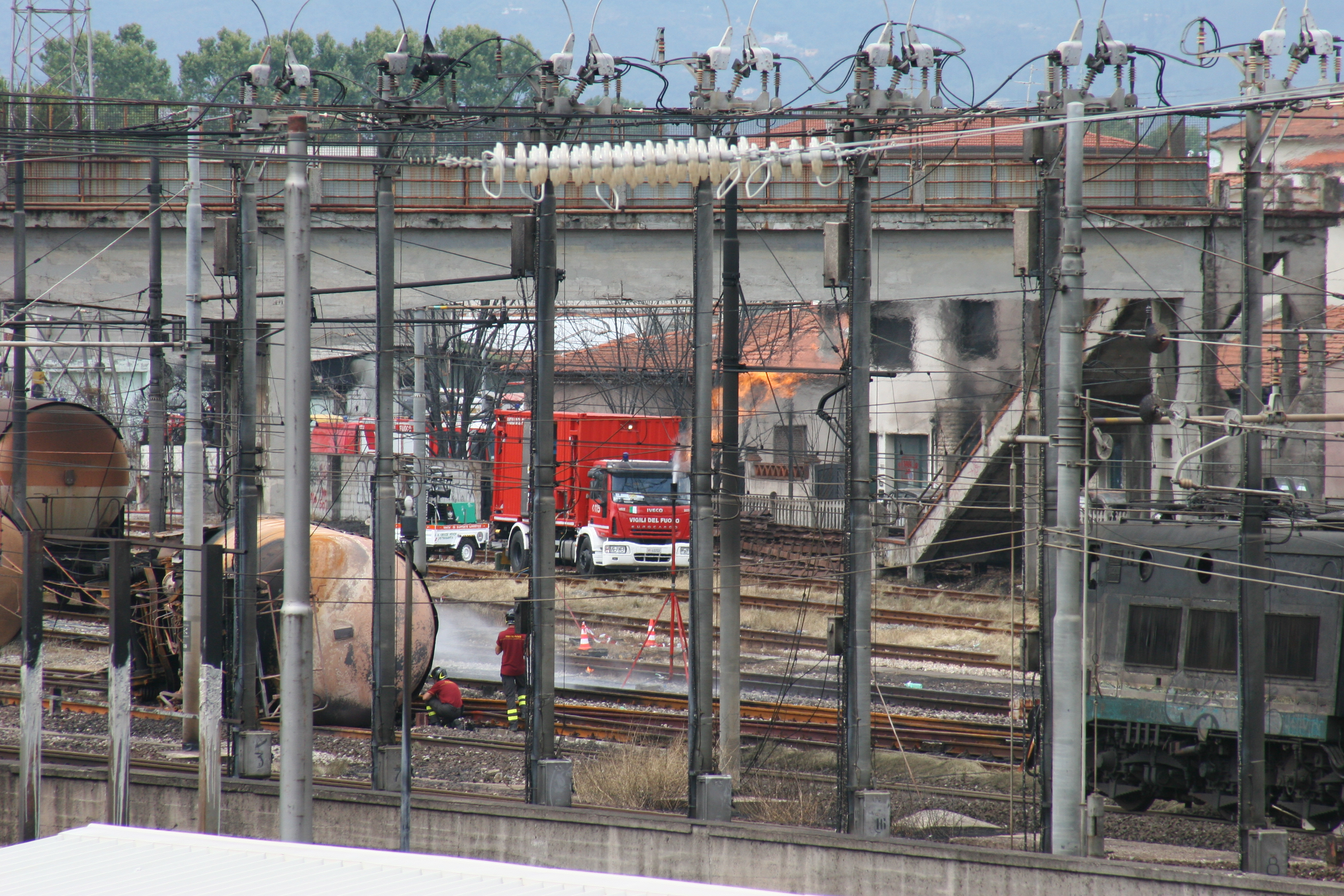
L'area ferroviaria danneggiata dall'esplosione
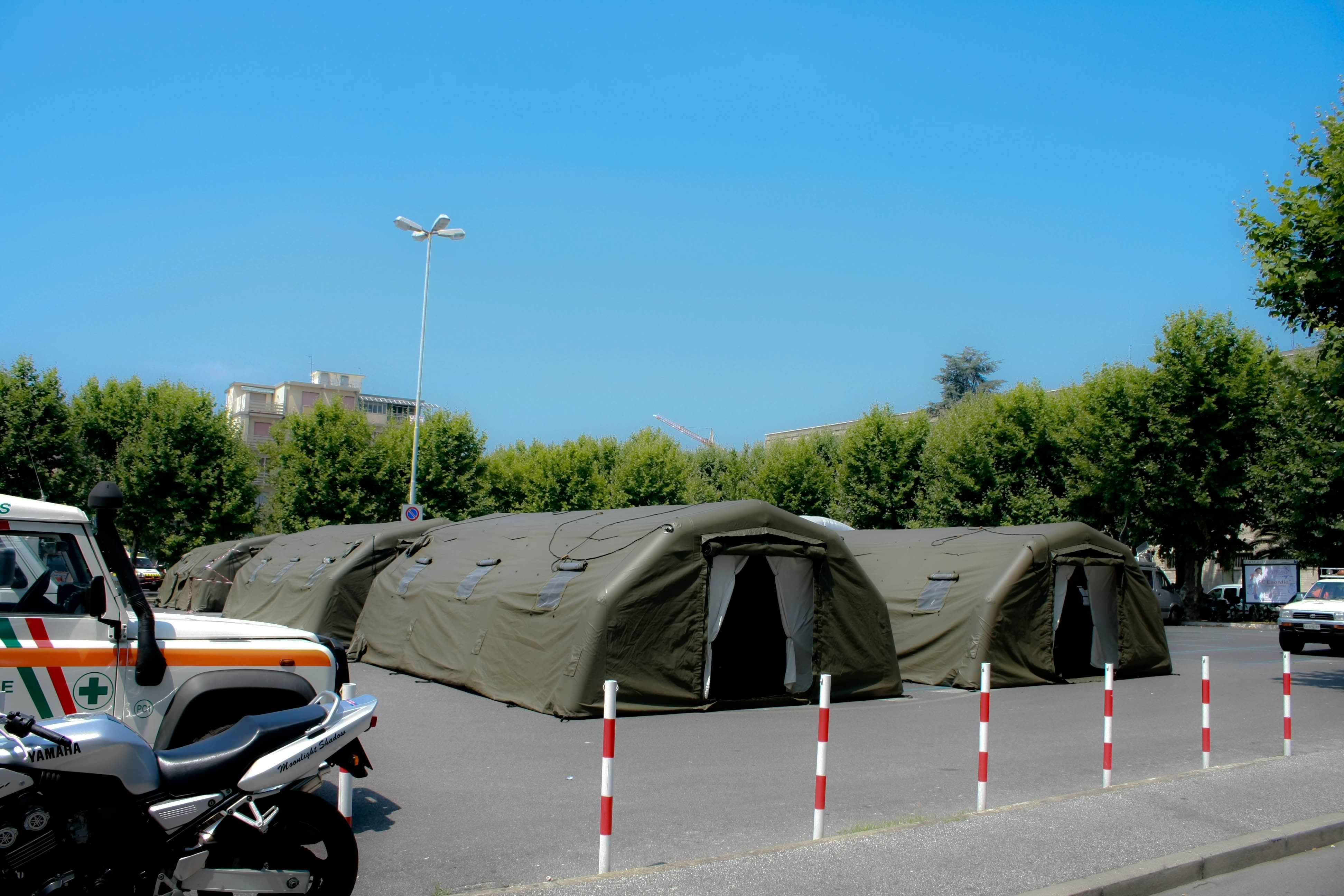
Accampamento per gli sfollati degli stabili danneggiati antistanti la ferrovia